# نهر هلمند
نهر هلمند يقع جنوب غربي أفغانستان وشرقي إيران. يقدر طوله بـ 1150 كم، ويعتبر أهم نهر في أفغانستان.
يعبر هذا النهر عدة محافظات أفغانية من بينها وردك و باميان و أروزكان و هلمند و وردك، وأيضا المحافظة الإيرانية سيستان و بلوشستان .